# Стежару (Констанца)
Стежару (рум. Stejaru) — село у повіті Констанца в Румунії. Входить до складу комуни Сараю.
Село розташоване на відстані 171 км на схід від Бухареста, 70 км на північний захід від Констанци, 78 км на південь від Галаца.

## Населення
За даними перепису населення 2002 року у селі проживали 43 особи, усі — румуни. Усі жителі села рідною мовою назвали румунську.